# 莱博德布勒特伊
莱博德布勒特伊（法語：Les Baux-de-Breteuil，法語發音：[le bo də bʁətœj]）是法国厄尔省的一个市镇，位于该省南部偏西，属于埃夫勒区。

## 地理
莱博德布勒特伊（48°52'47"N, 0°48'43"E）面积34.22 平方千米，位于法国诺曼底大区厄尔省，该省份为法国北部内陆省份，北起滨海塞纳省，西接奧恩省和卡爾瓦多斯省，南至厄尔-卢瓦省，东临瓦兹省、瓦兹河谷省和伊夫林省。
与莱博德布勒特伊接壤的市镇（或旧市镇、城区）包括：昂伯奈、贝梅库尔、布瓦阿尔诺、谢龙维利耶、勒菲德莱尔、诺夫勒-欧韦尔尼、旧利尔、布勒特伊、勒莱姆。

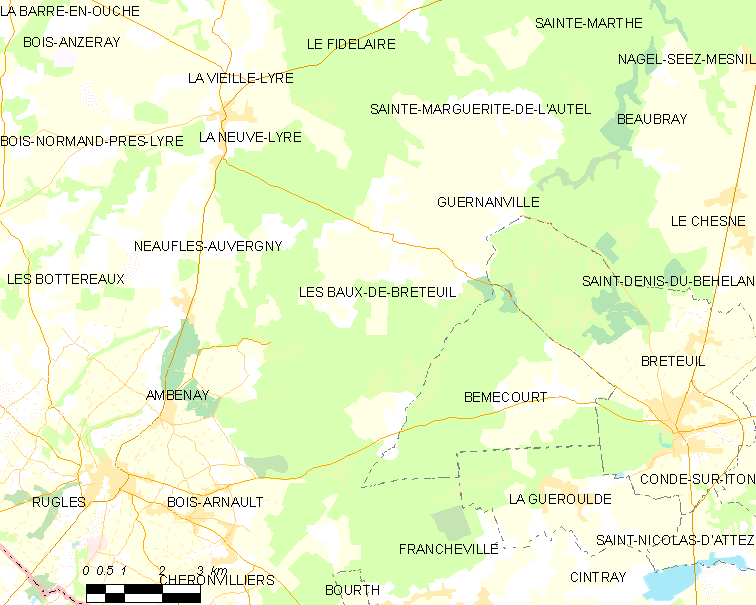
莱博德布勒特伊的OSM定位图

莱博德布勒特伊的时区为UTC+01:00、UTC+02:00（夏令时）。

## 行政
莱博德布勒特伊的邮政编码为27160，INSEE市镇编码为27043。

## 政治
莱博德布勒特伊所属的省级选区为布勒特伊县。

## 人口

1962-2008年间莱博德布勒特伊人口变化图示

莱博德布勒特伊于2022年1月1日时的人口数量为686人。